# Конго на Светском првенству у атлетици на отвореном 2013.
Конго је учествовала на Светском првенству у атлетици на отвореном 2013. одржаном у Москви од 10. до 18. августа једанаести пут. Репрезентацију Конга представљао је један такмичар који се такмичио у трци на 100 метара.
На овом првенству Конго није освојио ниједну медаљу. Није било новог националног рекорда. Деливерт Арсене Кимбембе је постигао лични рекорд сезоне.

## Учесници
Мушкарци:
- Деливерт Арсене Кимбембе — 100 м

## Резултати

### Мушкарци
| Атлетичар                | Дисциплина | Лични рекорд | Предтакмичење | Предтакмичење | Квалификације        | Квалификације        | Полуфинале           | Полуфинале           | Финале               | Финале | Детаљи |
| Атлетичар                | Дисциплина | Лични рекорд | Резултат      | Место         | Резултат             | Место                | Резултат             | Место                | Резултат             | Место  | Детаљи |
| ------------------------ | ---------- | ------------ | ------------- | ------------- | -------------------- | -------------------- | -------------------- | -------------------- | -------------------- | ------ | ------ |
| Деливерт Арсене Кимбембе | 100 м      | 10,58        | 10,77 ЛРС     | 4 гр 4        | Није се квалификовао | Није се квалификовао | Није се квалификовао | Није се квалификовао | Није се квалификовао | 57/ 75 |        |